# Руденский, Андрей Викторович
Андре́й Ви́кторович Руде́нский (род. 26 января 1959 года, Свердловск, Свердловская область, РСФСР, СССР) — советский и российский актёр театра, кино, телевидения и озвучивания. Заслуженный артист России (2024).

## Биография
Андрей Руденский родился 26 января 1959 года в городе Свердловске (с 1991 года — Екатеринбург), в семье военнослужащего. Отец — Виктор Фёдорович, подполковник ПВО ВС СССР. Мать — Светлана Георгиевна (по отцу — полька), работала в сфере торговли.
По долгу службы отца семье приходилось часто переезжать: на Урал, в Пермь, Пермскую область, Свердловск, Свердловскую область, Кольский полуостров в Мурманской области. Как следствие, Андрей сменил много школ. В 6-8 классах средней школы учился в посёлке Ревда Мурманской области. В 1974 году, после 8-го класса, переехал в Свердловск, где поступил в Уральский политехникум. Там же его потянуло в художественную самодеятельность.
В 1978 году окончил с красным дипломом Уральский политехникум в Свердловске по специальности «прокатное производство». Затем три года учился в Свердловском архитектурном институте. На третьем курсе института был актёром в театральной студии, где задумался о правильности выбранной им профессии.
После третьего курса Свердловского архитектурного института, в 1981 году, перевёлся сразу на второй курс Высшего театрального училища имени М. С. Щепкина при Государственном академическом Малом театре России в Москве (курс Виктора Ивановича Коршунова), которое окончил в 1984 году.
После окончания Щепкинского училища Руденского не взял в труппу ни один московский театр. Ехать в провинцию на работу по распределению ему не хотелось. Он остался в столице, снял квартиру и устроился работать моделью у Вячеслава Зайцева, участвовал во множестве фотосессий, получив, по его словам, хорошую школу. Через полгода начинающий актёр попал на пробы Клима Самгина.
Дебютировал в кино сразу в главной роли — роли русского интеллигента Клима Ивановича Самгина — в многосерийном телевизионном художественном фильме «Жизнь Клима Самгина», снятом в 1984—1987 годах режиссёром Виктором Титовым по одноимённому роману Максима Горького. После выхода фильма на экраны в 1987 году Андрей Руденский получил широкую всесоюзную известность, роль стала его актёрской «визитной карточкой».
На протяжении двенадцати лет, с 1989 по 2000 годы, играл в труппе Московского Нового драматического театра под руководством Бориса Александровича Львова-Анохина.
В настоящее время[какое?] не занят в театральных постановках.

## Творчество

### Роли в театре

#### Московский Новый драматический театр(1989—2000)
- 1992 — «Опасные связи» по пьесе Кристофера Хэмптона по одноимённой новелле Шодерло де Лакло (постановка — Борис Львов-Анохин и Андрей Сергеев) — Виконт де Вальмон
- «Орлёнок» по одноимённой пьесе Эдмона Ростана — Князь Мэттерних
- «Буду такой, как ты хочешь» по пьесе Луиджи Пиранделло —

### Фильмография
- 1987 — Жизнь Клима Самгина — Клим Иванович Самгин
- 1990 — Фуфло — Виктор Калошин («Фуфло»), балетмейстер из Ленинграда (роль озвучил Сергей Паршин)
- 1990 — Морской волк — Хемфри Ван-Вайден
- 1992 — Бесы — Николай Всеволодович Ставрогин
- 1993 — Шейлок — Антонио
- 1994 — Роман «Alla russa» — Марио Фоницетти, итальянский художник
- 1996 — В империи орлов / Необычайные приключения лорда Гленарвана — принц Уэльский
- 1997 — Брат нашего Бога / Our God’s Brother — Станислав, польский художник
- 1999 — Остановка по требованию — Сергей Кленин, бизнесмен
- 2000 — Империя под ударом (серия № 10 «Бастард») — Пётр Франциевич Студзинский, учитель в английской гимназии
- 2001 — Клетка — Анатолий Анатольевич Гамалея, врач-психиатр, сотрудник специальной психиатрической клиники
- 2001 — Маросейка, 12 — Бартеньев, бывший полковник ГРУ
- 2001 — Остановка по требованию 2 — Сергей Кленин, бизнесмен
- 2002 — FM и ребята (серия № 60 «Просто Тоня») — Иннокентий
- 2002 — Дронго — эпизод
- 2002 — Каменская 2 (фильм № 2 «Я умер вчера») — Андрей Лутов, заместитель директора реабилитационного центра
- 2002 — Время любить — Сергей, писатель
- 2002 — Повелитель луж — «Доктор Смог», создатель и участник компьютерной игры «Повелитель луж»
- 2002 — Свободная женщина — Сергей Петрович Олещенко, врач
- 2003 — Ангел на дорогах / Одинокая женщина с ребёнком — Андрей Гусляров, дирижёр
- 2003 — Даша Васильева. Любительница частного сыска (фильм № 1 «Крутые наследнички») — Аллан
- 2003 — Другая жизнь — Игорь
- 2003 — Свободная женщина 2 — Сергей Петрович Олещенко, врач
- 2003 — Экспресс Петербург-Канны / The Petersburg-Cannes Express (Великобритания) — портье в гостинице
- 2003 — Серебро и чернь (документальный фильм) — Владислав Ходасевич
- 2004 — По ту сторону волков 2 (фильм № 1 «Ключи от бездны») — Юрий Буравников, академик
- 2004 — Кавалеры Морской звезды — Тимоти Стивенс, английский журналист
- 2005 — Есенин — Александр Александрович Блок, русский поэт
- 2005 — Золотые парни — Максим Николаевич Ветров, банкир, один из крупных предпринимателей города Сочи
- 2005 — Турецкий гамбит — Лествицкий, пленный русский солдат
- 2006 — Волкодав из рода Серых псов — Тилорн (роль озвучил Евгений Миронов)
- 2006 — Классные игры / Казнить нельзя помиловать — Говоров
- 2006 — Цена безумия — Павел, муж Ольги
- 2006 — Танго втроём / Tango del último amor (Аргентина, Россия) — Юрий Сурков, русский учёный-вирусолог, работающий в Аргентине
- 2006 — Тёмный инстинкт — Григорий Зверев, знаменитый актёр дублирования, родной брат Марины Зверевой
- 2006 — Тихий Дон — Евгений Листницкий
- 2007 — Отчим — Леонид
- 2007 — Повороты судьбы — Андрей Лавров
- 2007 — Под знаком Девы — Владимир Николаевич
- 2007 — Тюрьма особого назначения — отец Павел (Павел Александрович Аверин), священник
- 2007 — Сиделка — Юра
- 2008 — Гаишники (фильм № 8 «Забыть Гиппократа») — Николай Павлович Полынин, хирург
- 2008 — Одна семья — Василий Вениаминович Белоусов, врач-психиатр, сотрудник Института имени В. П. Сербского
- 2008 — Деньги для дочери — Юрий Романович Кузнецов, дипломат
- 2008 — Жизнь налаживается — Николай Полянский
- 2008 — Тайны дворцовых переворотов (фильм № 7 «Виват, Анна!») — Густав и Карл Левенвольде, братья-близнецы
- 2009 — Адмиралъ (сериал) — Алексеевский
- 2009 — Одноклассники — отец Феди, олигарх
- 2009 — Кромовъ — Стенбок, полковник
- 2009 — Фокусник — Алексей Зверев
- 2009 — Весельчаки — Гоша, взрослый «мальчик» со сломанной судьбой, убийца «Розы»
- 2010 — Адвокатессы (фильм № 5 «Погрешности психоанализа») — Борис Аркадьевич Ветров, психиатр
- 2010 — Всё ради тебя — Сергей Витальевич Алтухов, предприниматель
- 2010 — Классные игры — Дмитрий
- 2010 — Дом образцового содержания — Дмитрий Сергеевич Мирский, известный архитектор
- 2010 — Прятки — Валерий Владимирович Васильев, бизнесмен
- 2011 — Пилот международных авиалиний — Виталий Петрович, коллекционер
- 2011 — Судмедэксперты — Лизюков
- 2011 — На крючке! — Николай Николаевич («Гладиатор»), плейбой
- 2011 — Круиз — Валентин Назимов, брат Екатерины, дядя Александра
- 2011 — Лектор — Домаскин Лазоревич, монах
- 2011 — Предсказание — Михаил Ильич Левин, муж Елены, кардиохирург
- 2011 — Возмездие — Матвей Иванович, психолог, любовник Полины Третьяковой
- 2011 — Морпехи — Джон Строкволд
- 2011 — Retrum — Создатель
- 2011 — Экстрасенсы-детективы — ведущий
- 2011 — До смерти красива — судья
- 2013 — Обнимая небо — Аркадий Борисович Татарский, кардиохирург, заведующий отделением
- 2014 — Аромат шиповника — Николай Ильич Томилин, известный актёр
- 2014 — Контуженый — «Горыныч», эмиссар
- 2014 — Ч/Б — Глеб, лидер националистов
- 2015 — Провокатор — Аркадий Львович
- 2016 — Тонкий лёд — Борис Григорьевич Чуйский, адвокат, помощник Игоря Палагина
- 2016 — Штрафник — «Хром», немецкий диверсант
- 2016 — Екатерина. Взлёт — Антон Ульрих Брауншвейгский, герцог
- 2017 — Зорге — Ойген Отт, генерал-майор, посол Германии в Японии
- 2017 — Вурдалаки — Витольд Пештефи
- 2017 — Охота на дьявола — Кирилл Ланцер, физик
- 2017 — Живой — Игорь Андреевич Ильичевский («Наставник»), руководитель фонда «Луч света»
- 2018 — Тот, кто читает мысли (Менталист) (серия № 1 «Подражатель серийного убийцы») — Арсений Багрицкий, директор клиники «Lifemed», семейный врач Масленниковых, друг и коллега Григория Селиванова
- 2018 — Черновик — Даниил Сергеевич, отец Кирилла Максимова, учёный-историк
- 2018 — Посольство — Крамериус
- 2018 — Женщина с прошлым — Валерий Борисович Виленский, преподаватель
- 2018 — Султан моего сердца — Пётр Иванович Васильев, отец Анны, секретарь посольства Российской империи в Османской империи
- 2020 — Чёрное море — Адриан Котряну, граф, полковник вермахта, начальник разведшколы Абвера
- 2020 — Водоворот — Александр Петрович Поляков, генеральный директор корпорации «Сатурн»
- 2021 — Анатомия сердца — Бельский
- 2021 — Тайна Лилит — Александр Данилин / Александр Сазонов
- 2021 — Ищейка 6 (серия № 4) — Илья Павлович Морозов, московский судья, муж Вероники Морозовой

#### Озвучивание
- 2017 — Мата Хари — Юбер Сурдье, шофёр графини Лидии Киреевской (роль Криса Мерфи)

## Награды
- 2019 — приз «Немеркнущая зрительская любовь» на ХХVII Всероссийском кинофестивале «Виват, кино России!» в Санкт-Петербурге[8].
- 8 декабря 2024 — Заслуженный артист России — за большой вклад в развитие отечественной культуры и искусства, многолетнюю плодотворную деятельность[2].